# Mikoian-Gurevici MiG-3
Mikoian-Gurevici MiG-3 a fost un avion de vânătoare sovietic din al Doilea Război Mondial. A fost o dezvoltare a avionului MiG-1 de către OKO (opytno-konstrooktorskiy otdel - Departamentul de Proiectare Experimentală) pentru a rezolva problemele care au fost observate în exploatare.

## Istoricul operațiunilor
Prima producție de avioane MiG-3 a început pe 20 decembrie 1940. În martie 1941, 10 dintre aceste avioane ieșeau de pe linia de producție în fiecare zi. Nu era mult timp până MIG-3 va acționa, interceptând un grup de avioane de recunoaștere Junkers Ju-86 chiar înainte de începerea ostilităților dintre Germania și Uniunea Sovietică.
La începutul Operațiunii Barbarossa, peste 1.200 de avioane MiG-3 erau livrate.
Câteva avioane MiG-3 produse păreau să aibă performanță inacceptabilă la altitudine datorită presiunii de ulei și combustibil.
Datorită condițiilor de luptă cu forțele germane, avionul MiG-3 a fost forțat să lupte la altitudine mică și chiar să aibă rolul de atac la sol, dar a fost rapid descoperit ca fiind inferior și retras din acest rol.